# Wyspy Kokosowe
Wyspy Kokosowe (Terytorium Wysp Kokosowych (Keelinga); ang. Cocos (Keeling) Islands) – dwa atole koralowe na Oceanie Indyjskim stanowiące terytorium zewnętrzne Australii, położone 1100 km na południowy zachód od Sumatry. Geograficznie stanowią część Azji Południowo-Wschodniej, jednak ze względu na obecną przynależność polityczną, terytorium to niekiedy jest zaliczane do Oceanii. Do 1955 roku terytorium było zarządzane, zależnie od okresu, z brytyjskiego Cejlonu bądź Singapuru.

## Ustrój polityczny
Wyspy Kokosowe, na mocy Cocos (Keeling) Islands Act 1955, są terytorium zewnętrznym Australii administrowanym przez Department of Transport and Regional Services. Australijski administrator, którym od 5 października 2009 jest Brian Lacy, mianowany jest przez Gubernatora Generalnego Australii i reprezentuje zarówno Australię, jak i monarchię brytyjską (administrator nie rezyduje na wyspach).
Lokalną władzę na wyspie sprawuje siedmioosobowa Rada (Cocos (Keeling) Islands Shire Council), wybierana na czteroletnią kadencję w bezpośrednich wyborach. Połowa składu Rady wymieniana jest co dwa lata. Terytorium nie ma podziału administracyjnego. Za jej obronę odpowiada Australia, a na wyspach porządku strzeże pięciu policjantów.

## Geografia

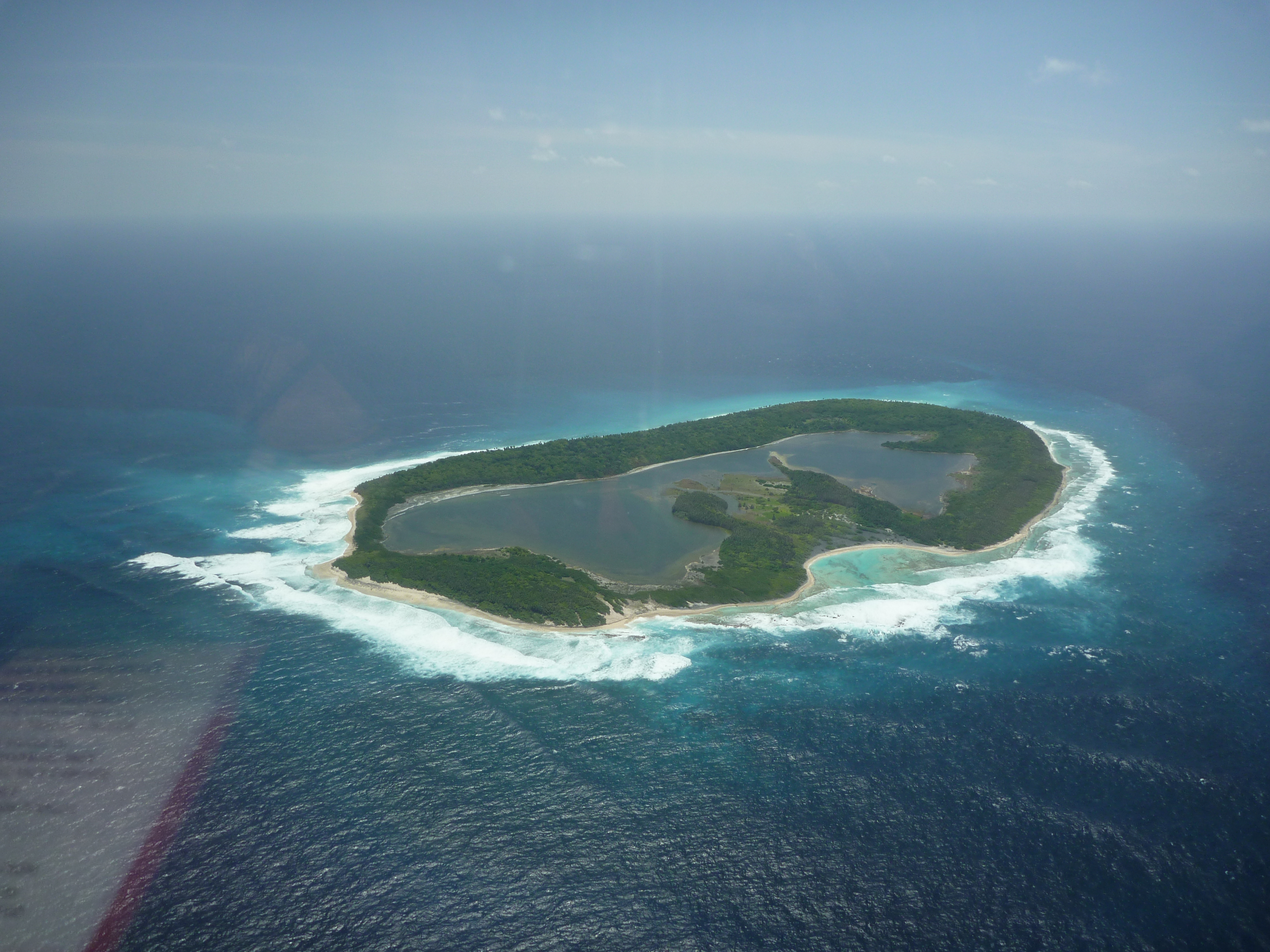
Północna Wyspa Keelinga

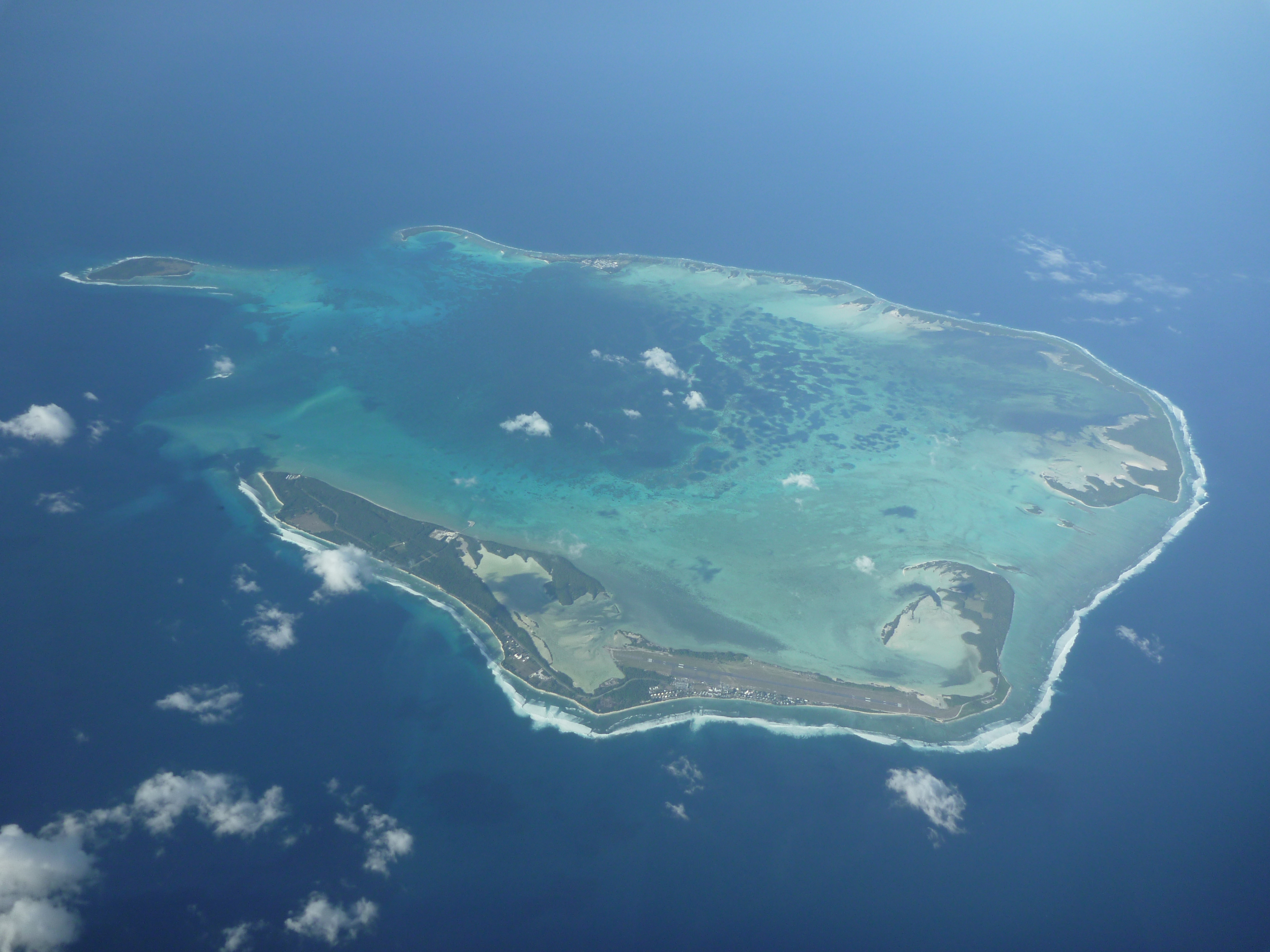
Południowe Wyspy Keelinga

Wyspy Kokosowe składają się z dwóch atoli: Południowych Wysp Keelinga, na których skupiona jest cała populacja wysp, oraz Północnej Wyspy Keelinga. Łączna powierzchnia wysp wynosi 14,2 km². Stolicą terytorium jest West Island, a drugą miejscowością, siedzibą lokalnej Rady, jest Home Island (Bantam). Pomimo że język angielski jest jedynym językiem urzędowym, wyspy mają swoje oficjalne nazwy również w języku malajskim.
Na wyspach nie ma żadnych cieków ani stałych zbiorników wody. Z tego powodu zasoby wody słodkiej są ograniczone, a deszczówkę magazynuje się w podziemnych zbiornikach.
Południowe Wyspy Keelinga są atolem składającym się z 26 wysp i wysepek o łącznej powierzchni 13,1 km². Zamieszkane są tylko dwie z tych wysp: Home Island i West Island.
Wyspy wchodzące w skład atolu Południowych Wysp Keelinga:
| Lp. | Wyspa              | Wyspa             | Powierzchnia (km²) |
| Lp. | Nazwa malajska     | Nazwa angielska   | Powierzchnia (km²) |
| --- | ------------------ | ----------------- | ------------------ |
| 1   | Pulo Luar          | Horsbourgh Island | 1,04               |
| 2   | Pulo Tikus         | Direction Island  | 0,34               |
| 3   | Pulo Pasir         | Workhouse Island  | 0,00               |
| 4   | Pulo Beras         | Prison Island     | 0,02               |
| 5   |                    | Button Islets     | 0,00               |
| 7   | Pulo Gangsa        |                   | <0,01              |
| 8   | Pulo Selma         | Home Island       | 0,95               |
| 9   | Pulo Ampang Kechil | Scaevola Islet    | <0,01              |
| 10  | Pulo Ampang        |                   | 0,06               |
| 11  | Pulo Wa-idas       | Ampang Minor      | 0,02               |
| 12  | Pulo Blekok        |                   | 0,03               |
| 13  | Pulo Kembang       |                   | 0,04               |
| 14  | Pulo Cheplok       | Gooseberry Island | <0,01              |
| 15  | Pulo Pandan        | Misery Island     | 0,24               |
| 16  | Pulo Siput         | Goat Island       | 0,10               |
| 17  | Pulo Jambatan      |                   | <0,01              |
| 18  | Pulo Labu          |                   | 0,04               |
| 19  | Pulo Atas          | South Island      | 3,63               |
| 20  | Pulo Kelapa Satu   |                   | 0,02               |
| 21  | Pulo Blan          | East Cay          | 0,03               |
| 22  | Pulo Blan Madar    | Burial Island     | 0,03               |
| 23  | Pulo Maria         | West Cay          | 0,01               |
| 24  | Pulo Kambling      | ?Turtle Island    | <0,01              |
| 25  | Pulo Panjang       | West Island       | 6,23               |
| 26  | Pulo Wak Bangka    | ?Turtle Island    | 0,22               |

Wyspy z oznaczoną powierzchnią „0” są wyspami zalewnymi w czasie przypływu.
Północna Wyspa Keelinga jest atolem składającym się z jednej, niezamieszkanej wyspy, mającej kształt litery C. Jest to niemal zamknięty atol, a do wewnętrznej laguny prowadzi tylko jedna, bardzo wąska cieśnina (mająca około 50 m szerokości) we wschodniej części wyspy. Wyspa ma około 1,1 km² powierzchni, a wewnętrzna laguna zajmuje 0,5 km². Północna Wyspa Keelinga wraz z otaczającym ją morzem na odległość 1,5 km od wybrzeża stanowi park narodowy Pulu Keeling National Park, powołany 12 grudnia 1995 roku.

### Klimat
Wyspy leżą w strefie klimatu tropikalnego z temperaturami w dzień wahającymi się od 28 °C w najchłodniejszych miesiącach do 30 °C w najcieplejszych miesiącach. Roczna suma opadów wynosi 1900–2000 mm.
| Miesiąc                                                                                                  | Sty  | Lut  | Mar  | Kwi  | Maj  | Cze  | Lip  | Sie  | Wrz  | Paź  | Lis  | Gru  | Roczna |
| --- | ---- | ---- | ---- | ---- | ---- | ---- | ---- | ---- | ---- | ---- | ---- | ---- | ------ |
| Średnie temperatury w dzień [°C]                                                                         | 29,8 | 29,9 | 30,0 | 29,8 | 29,3 | 28,6 | 28,1 | 28,1 | 28,2 | 28,6 | 29,0 | 29,4 | 29,1   |
| Średnie dobowe temperatury [°C]                                                                          | 27,5 | 27,6 | 27,7 | 27,7 | 27,4 | 26,7 | 26,2 | 26,2 | 26,2 | 26,6 | 26,9 | 27,1 | 27,0   |
| Średnie temperatury w nocy [°C]                                                                          | 25,1 | 25,2 | 25,4 | 25,5 | 25,4 | 24,8 | 24,3 | 24,3 | 24,2 | 24,5 | 24,8 | 24,8 | 24,9   |
| Opady [mm]                                                                                               | 154  | 182  | 231  | 263  | 205  | 212  | 220  | 105  | 86   | 88   | 97   | 94   | 1935   |
| Średnia liczba dni z opadami                                                                             | 12,9 | 14,2 | 18,3 | 18,3 | 18,9 | 19,2 | 21,4 | 17,2 | 13,5 | 10,1 | 10,1 | 10,6 | 185    |
| Źródło: Bureau of Meteorology (liczba dni z opadami dla wartości 0,1 mm, wysokość 3 m n.p.m., 1981-2010) |      |      |      |      |      |      |      |      |      |      |      |      |        |

## Historia
Wyspy zostały odkryte w 1609 przez holenderskiego kapitana Williama Keelinga, jednak aż do XIX wieku pozostawały bezludne. Dopiero w 1826 r. Anglik Alexander Hare założył osadę na West Island. W roku następnym jego doradca, John Clunies-Ross, założył osadę na South Island. Sprowadził do niej Malajów, którzy zajęli się uprawą i uszlachetnianiem dziko rosnących palm kokosowych. W 1831 Alexander Hare opuścił wyspy, a rodzina Clunies-Ross objęła w posiadanie całe wyspy ustanawiając na nich swoje feudalne lenno.
W 1836 do atolu przybił okręt HMS „Beagle”, na którego pokładzie przebywał młody przyrodnik Charles Darwin. Jego pobyt na atolu pozwolił na potwierdzenie teorii o powstawaniu atoli.
Wielka Brytania formalnie anektowała wyspy w 1857, po czym przyłączyła je do swoich azjatyckich kolonii. W praktyce na wyspach jednak nic się nie zmieniło. W 1886 królowa Wiktoria przekazała wyspy w wieczystą dzierżawę rodzinie Clunies-Ross, a wyspy włączono w skład terytorium Straits Settlements. W roku 1903 wyspy przekazano pod zarząd kolonii Singapur.
9 listopada 1914 w trakcie I wojny światowej u wybrzeży Wysp Kokosowych rozegrała się bitwa morska, zwana bitwą koło Wysp Kokosowych, w której zatopiony został niemiecki krążownik SMS „Emden”.
W czasie II wojny światowej wyspy przeszły pod wojskową administrację Cejlonu. W maju 1942 roku na wyspie miał miejsce bunt 15 członków garnizonu. Po stłumieniu buntu, 7 jego członków zostało skazanych na śmierć, a trzy wyroki wykonano – był to jedyny przypadek w czasie II wojny światowej, gdy stracono, za zorganizowanie buntu, żołnierza brytyjskiej Wspólnoty Narodów.
W roku 1951 Australia odkupiła od rodziny Clunies-Ross Wyspę Zachodnią z przeznaczeniem na lotnisko, które otwarto w roku następnym lotem pasażerskim do Sydney. W roku 1955 Wielka Brytania przekazała wyspy Australii jako Terytorium Wysp Kokosowych (Keeling) i od tej pory stanowią one terytorium zależne tego kraju. 31 sierpnia 1978 r. rząd australijski nabył od rodziny Clunies-Ross pozostałą część wysp (prócz rodzinnej rezydencji), likwidując tym samym resztki kolonialnej zależności od Wielkiej Brytanii.

## Gospodarka
Podstawą gospodarki wysp była pierwotnie uprawa palm kokosowych i produkcja kopry. W latach 80. XX w. uprawy obejmowały ok. 185 tys. drzew. Z czasem istotnego znaczenia dla gospodarki tych wysp nabrała emisja i sprzedaż znaczków pocztowych. Powoli rozwija się również turystyka. Na wyspach powstały poczta, bank, szkoła, szpital i stacja meteorologiczna. Jednak bezrobocie jest bardzo duże (w 2000 r. wynosiło 60% wśród mieszkańców Home Island).

## Transport
Na atolu funkcjonuje port lotniczy Wyspy Kokosowe.

## Ludność
Liczba ludności wysp ulega znacznym wahaniom. Po wzroście w I połowie XX w., w latach 1948–1951 przeszło 1600 osób wyemigrowało do Singapuru, na północne Borneo i na Wyspę Bożego Narodzenia. Później 243 osoby wyjechały do Australii Zachodniej w celach zarobkowych. W roku 1979 wyspy zamieszkiwały 392 osoby, w tym 258 Malajów.
Ludność wysp skupia się obecnie wyłącznie na dwóch wyspach: West Island, zamieszkanej przez ok. 100 osób, oraz Home Island, zamieszkanej przez ok. 500 osób. Mieszkańcami West Island są głównie Australijczycy – pracownicy administracji rządowej, obsługi lotniska itp. Na Home Island mieszkają natomiast niemal wyłącznie Malajowie – potomkowie robotników sprowadzanych na plantacje palmy kokosowej. Większość z nich mówi językiem malajskim Wysp Kokosowych.

## Religia
- islam – 75%
- chrześcijaństwo – 7,4%:
  - anglikanizm – 3,5%
  - katolicyzm – 2,2%%
  - protestantyzm – 1,7%
- niereligijni – 12,9%
- nieokreślona: 6,3%

Źródło: CIA World Factbook